# 奥诺梅·埃比
奥诺梅·埃比（英語：Onome Ebi；1983年5月8日—），尼日利亚女子职业足球运动员，司职中后卫，目前效力于Levante Las Planas和尼日利亚国家女子足球队。她曾代表尼日利亚参加2023年国际足联女子世界杯。